# Дебора Теппер Хаймо
Дебора Теппер Хаймо (нар. Одеса, Українська СРР, 1921—2007) — американський математик, яка стала президентом Математичної асоціації Америки (MAA). Її дослідження стосується «класичного аналізу, зокрема, узагальнення рівняння теплопровідності, спеціальних функцій та гармонійного аналізу».

## Раннє життя і вища освіта
Хаймо народилася 1 липня 1921 року в Одесі, в часи Радянського Союзу. Після декількох років проживання в Британському мандаті Палестини, її сім'я переїхала до Сполучених Штатів, коли їй було 11 років. Вона відвідувала Латинську школу дівчат у Бостоні і вперше захопилась математикою на другому курсі, коли вона вивчала евклідову геометрію.
Вступаючи до Редкліффського коледжу вона почала вивчати фізику, тому що вважала, що вивчення математики може призвести лише до кар'єри вчителя, і в той час вчителі звільнялисьяк тільки одружувались. Однак її досвід з невідомими впливами навколишнього середовища в фізичних експериментах повернув її назад до математики, де «ми маємо контроль над нашими припущеннями». Як студент старшокурсник коледжу Редкліфф, Хаймо могла записатись на курси математики в Гарвардський коледж. Її викладачі там були Уітні Хасслер і Маклейн Саундерс, і це було в одному із класів, коли вона зустріла свого майбутнього чоловіка, Франкліна Теппер Хаймо. Вона закінчила в 1943 році Редкліффі, маючи ступінь бакалавра і магістра з математики.

## Кар'єрна та вища освіта
Далі, Хаймо працювала інструктором з математики в кількох інститутах: Lake Erie коледж, Північно-Східний Університет, Вашингтонський університет в Сент-Луїсі і Південно Іллінойський університет. В цей час вона також виховувала п'ять дітей. Після десятирічної перерви в її освіті, вона повернулася до аспірантури, коли вона викладала у Вашингтонському університеті та Південного Іллінойському університеті, і захистила кандидатську дисертацію. з Гарвардського університету в 1964 р. Її дисертацією, під керівництвом Девіда Уіддера з додатковим неофіційними наставництвом від Ісидора Айзек Гіршмана молодшого з Вашингтонського університету, була «Інтегральні рівняння, пов'язані з згортаннями Ганкеля».
Після закінчення докторської дисертації вона отримала посаду викладача на південному штаті Іллінойс. Вона переїхала до Університету Міссурі-Сент. Луї в 1968 році де незабаром стає керівником кафедри. Вона виконувала обов'язки президента Математичної асоціації Америки з 1991 по 1992 роки, ставши третьою жінкою — президентом МАА після того, як ними були Дороті Льюїс Бернштейн і Ліда Барретта. Під час її перебування на посаді президента вона створила педагогічну премію, реорганізувала структуру комітету MAA і працювала над пропагандою жінок у математиці. Вона пішла у відставку в 1992 році і переїхала до Ла Хойя, штат Каліфорнії, де вона прийняла призначення в якості приїжджаючого вченого в Каліфорнійський університет, Сан-Дієго. Вона померла 17 травня 2007 року.

## Нагороди та відзнаки
Коледж Франкліна і Маршалла дав Хаймо звання почесного доктора в 1991 році. У 1997 році Хаймо отримала нагороду Юе-Джин Гун і доктора Чарльза Ю. Ху за відмінну службу в MAA.